# Campionato francese di rugby a 15 1924-1925
Il Campionato francese di rugby a 15 1924-1925 fu conquistato dall'US Perpignan che superò il Carcassonne in finale.

## Formula
Parteciparono trenta squadre suddivise in sei gruppi di 5, con partite di sola andata.
Vennero assegnati 3 punti per la vittoria, 2 per il pareggio, 1 per la sconfitta e 0 per il forfait
Alla seconda fase furono ammesse le prime due di ogni girone e furono divise in 4 gruppi di tre, le vincenti dei due gironi furono ammesse alle semifinali in partita unica.
Il campionato di prima divisione assunse la denominazione di "Excellence", la seconda divenne  "Honneur". 
Sette nuovi club fecero la loro apparizione come neopromosse: Angoulême, Stade Bagnères, Boucau, Limoges, Mazamet (campione della seconda divisione 1924), Arlequins Perpignan e La Teste.
Sostituirono: Biarritz Stade bordelais, Chalon, Lézignan, Lourdes, Olympique Paris e Poitiers, che non superarono le eliminatorie costituite dai campionati regionali

## Prima fase
Vennero assegnati 3 punti per la vittoria, 2 per il pareggio, 1 per la sconfitta e 0 per il forfait
In grassetto le qualificate ai quarti di finale
- Gruppo A
  - Tolosa 11 pts
  - Stade Français 10 pts
  - Arlequins Perpignan 9 pts
  - Stade hendayais 5 pts
  - Agen 5 pts
- Gruppo B
  - SA Bordeaux 10 pts
  - US Perpignan 9 pts,
  - Toulouse OEC 8 pts
  - Pau 7 pts
  - Périgueux 7 pts
- Gruppo C
  - Stadoceste 10 pts
  - Albi 9 pts
  - AS Bayonne 8 pts,
  - Tolone 8 pts
  - La Teste 4 pts
- Gruppo D
  - Football club de Grenoble rugbyGrenoble 12 pts,
  - Mazamet 8 pts,
  - Bagnères 8 pts,
  - Béziers 8 pts
  - Soustons 4 pts
  -  Spareggio:  Mazamet - Bagnères 9 a 0
- Gruppo E : 
  - Carcassonne 10 pts
  - Bayonne 10 pts
  - Bègles 10 pts
  - Angoulême 6 pts
  - Limoges 4 pts
  -  Spareggio:  Bayonne - Bègles 3 a 0
- Gruppo F
  - Narbonne 12 pts,
  - Racing 10 pts
  - SO Avignon 7 pts,
  - Boucau 6 pts,
  - Cognac 6 pts

## Quarti di finale
Vennero assegnati 3 punti per la vittoria, 2 per il pareggio, 1 per la sconfitta e 0 per il forfait
- Gruppo A
  - Tolosa 6 pts,
  - Bayonne 4 pts
  - Racing CF 2 pts
- Gruppo B
  - Stadoceste 5 pts
  - US Perpignan 5 pts
  - Stade Français 2 pts
  - Spareggio : US Perpignan - Stadoceste 5 - 3
- Gruppo C
  - Narbonne 6 pts
  - Albi 4 pts
  - Grenoble 2 pts
- Gruppo D
  - Carcassonne 6 pts
  - Mazamet 3 pts
  - Bordeaux 3 pts

## Semifinali
| Bordeaux 5 aprile 1925 | Carcassonne | 3 – 0 | Tolosa |  |

| Tolosa 5 aprile 1925 | US Perpignan | 3 – 3 (d.t.s.) | Narbonne |  |

Ripetizione:
| Béziers 19 aprile 1925 | US Perpignan | 13 – 5 | Narbonne |  |

## Finale
| Tolosa 26 aprile 1925 | US Perpignan | 0 – 0 (d.t.s.) | Carcassonne | stade des Ponts-Jumeaux |

## Ripetizione
| Arbitro: | Robert Vigné |

| |            | |
| mete: Ramis trasf.: Ramis | Marcatori  | mete: |
| Etienne Cayrol Marcel Darné Roger Ramis Marcel Baillette René Tabès Joseph Pascot Jean Carbonne Eugène Ribère Ernest Camo Noël Sicart André Rière Marcel Henric Camille Montadé Georges Delort Joseph Sayrou | Formazioni | François Andrieu Henri Gleyzes Jean Roux Albert Miquel Albert Domec Philippe Marty Jean Darsans Jean Sébédio Joseph Raynaud Henri Séguier Achille Cadenat Germain Raynaud Jean Casterot Roger Mauran Etienne Aguado |

## Altre competizioni
Il 19 aprile 1925, a Bordeaux, l'AS Montferrand superò il Biarritz in finale del campionato "Honneur" (2ª divisione) 14- 6
In terza divisione, Il Cercle Athlétique d'Esperaza superò in finale il Cheminots de Béziers 25 a 0

## Fonti
- L'Humanité, 1925